# Stefan Noreén
Stefan Noreén (ur. 3 listopada 1951 roku w Karlskoga) – szwedzki dyplomata.
W 1974 roku ukończył nauki polityczne na Uniwersytecie w Göteborgu. 
W latach 1975–1977 był zatrudniony w ministerstwie handlu. W latach 1978–1983 przebywał na placówkach dyplomatycznych w Mozambiku i w Brukseli. W latach 1983–1987 zatrudniony był w administracji premiera. Następnie do 1995 roku przebywał na różnych placówkach dyplomatycznych. W latach 1996–2000 był ambasadorem w Polsce. W latach 2000–2002 był ambasadorem tytularnym i doradcą politycznym premiera. W 2001 roku był specjalnym wysłannikiem premiera na uroczystości odsłonięcia pomnika ofiar zbrodni katyńskiej w Sztokholmie. 
W latach 2002–2006 był sekretarzem stanu ds. współpracy nordyckiej. W 2006 roku został mianowany ambasadorem w Japonii, akredytowanym dodatkowo w Mikronezji, Wyspach Marshalla (od 2007 roku) i w Palau (od 2008 roku). 
Został odznaczony Krzyżem Komandorskim Orderu Zasługi Rzeczypospolitej Polskiej (2000).